# Villa El Alto
Villa El Alto  es la localidad cabecera del  departamento homónimo, en el este de la provincia argentina de Catamarca.
Se ubica a aproximadamente 941 m s. n. m., en la vertiente este de la sierra de Ancasti, a unos 1200 km de la ciudad de Buenos Aires.
Cuenta con la iglesia y su imagen entronizada de la Virgen del Valle.

## Geografía

### Población
Cuenta con 754 habitantes (Indec, 2010), lo que representa un incremento del 38% frente a los 548 habitantes (Indec, 2001) del censo anterior.
| Gráfica de evolución demográfica de El Alto entre 1991 y 2010 |
|                                                               |
| Fuente: Censos nacionales del INDEC                           |

En las elecciones de 2017 se contabilizaron 1035 electores (personas habilitadas para emitir el sufragio).

### Ubicación
Está a una altitud de 950 m.s.n.m en la coordenada 28°18′00″S 65°22′00″O / -28.30000, -65.36667. Se encuentra al pie de las sierras de Guayamba y El Alto en el cordón de Ancasti.

### Sismicidad
La sismicidad de la región de Catamarca es frecuente y de intensidad baja, y un silencio sísmico de terremotos medios a graves cada 30 años en áreas aleatorias. Sus últimas expresiones se produjeron:
- 21 de octubre de 1966 (58 años), a las 12.39 UTC-3 con 5,0 Richter; como en toda localidad sísmica, aún con un silencio sísmico corto, se olvida la historia de otros movimientos sísmicos regionales
- 7 de septiembre de 2004 (20 años), a las 8.53 UTC-3, con una magnitud aproximadamente de 6,5 en la escala de Richter (terremoto de Catamarca de 2004)[3]

### Enlaces terrestres
- Al sur, por la RP 42, se desciende por la cuesta del Portezuelo, y empalma con la RN 38 a la ciudad capital a 85 km.
- Al norte, por la RP 42 a la localidad de Las Cañas, y se entra a la RN 64 y se llega a Bañado de Ovanta (en el Departamento Santa Rosa). O se puede ir por la RN 64 hacia el este, se atraviesa la RN 157, para entrar a la provincia de Santiago del Estero

### Clima
El clima es cálido, subtropical serrano, con temperaturas elevadas, que oscilan entre 25.º (meses de verano) y 12.º (meses de invierno) en tanto que la media anual es de 19.º. Y las precipitaciones oscilan entre los 400mm y 600mm anuales con periodos de ausencia de lluvias entre mayo y septiembre generando veranos calurosos y lluviosos e inviernos templados y secos.
Los vientos provienen del este trayendo humedad del océano Atlántico que producen abundante lluvias cuando colisionan con el cerro Ancasti lo que permite la circulación de agua por los diferentes ríos y arroyos de la provincia.

## Historia
Los primeros colonizadores de la zona que los historiadores pudieron documentar fueron  Antonio González del Pino, José Vera y Aragón y José San Martin de Lezama que habitaron esta zona que en el siglo XVII era denominada Concepción del Alto que estaba conformada por cinco villas: Maquijata, Alijilan, Tibigasta, Sicha y Yocavil y era parte del departamento Santa Rosa. Posteriormente fue dividido en 1878 donde parte de su territorio pasó a ser parte del departamento Santa Rosa y un año después, el 22 de mayo se creó el departamento como tal mediante una ley del gobernador Fortunato Rodríguez.

## Cultura

### Biblioteca
Biblioteca Popular Luis F. Brandan

### Turismo

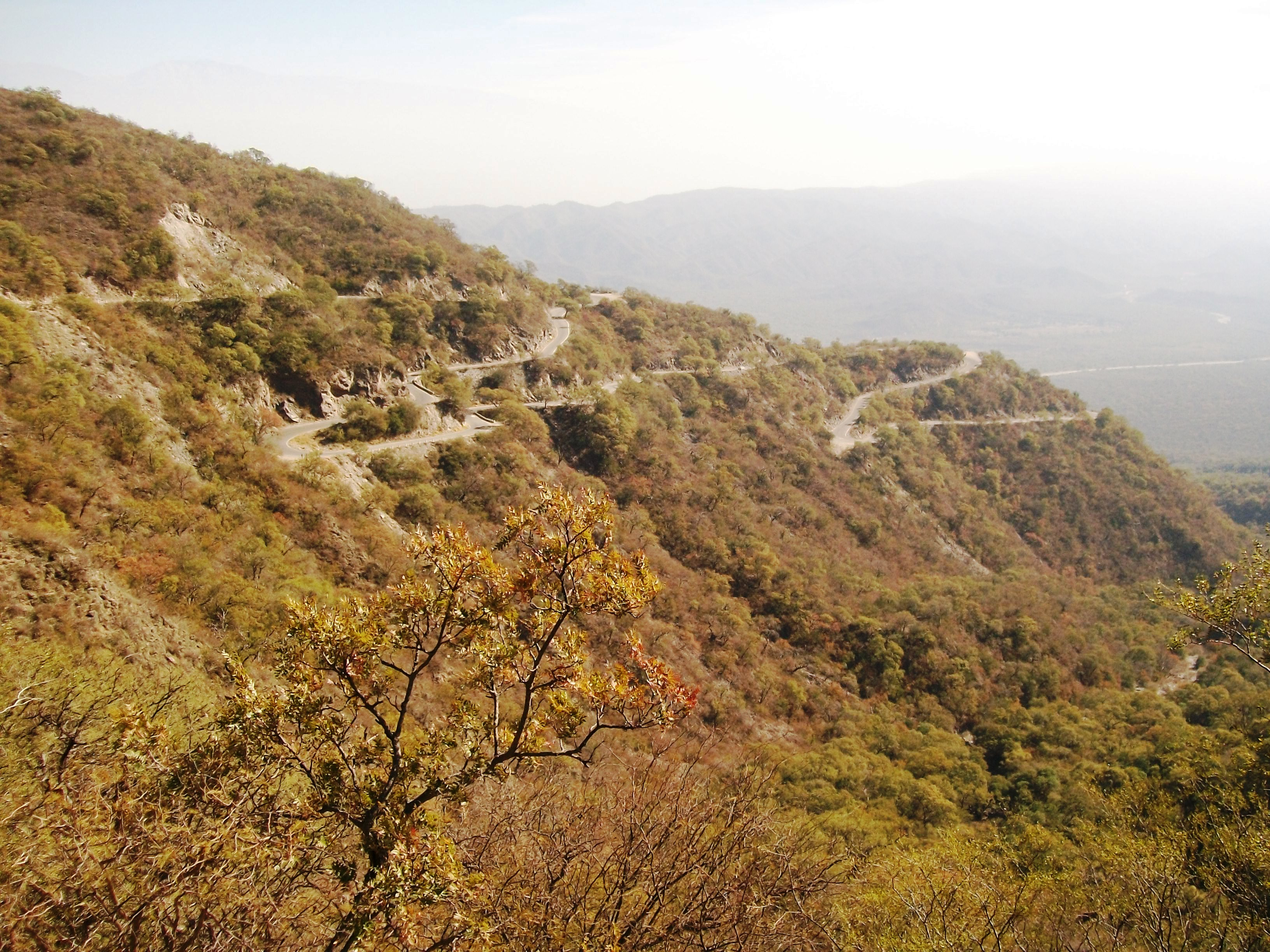
Cuesta del Portezuelo

A la cuesta del Portezuelo se accede por un camino zigzagueante para ganar altura, entre molles, algarrobos, cardones, palos borrachos, lapachos, quebrachos. 
- Primer Mirador: a 8,5 km de su base, a 700 m s. n. m.); hay que consultar sobre fotografía, antes en la ciudad sobre filtros ultravioletas para intentar desemascarar la permanente brumosidad del magnífico valle de Catamarca, con la "Sierra de Ambato hacia el occidente, el río del Valle que lleva agua desde el "Dique Las Pirquitas". Aquí ya se aprecian los "mil distintos tonos de verdes" que interpretara Polo Giménez, en la zamba "Paisaje de Catamarca". Aquí está el Monumento al Artista.

Se sigue, la carretera va bordeando cada vez más precipicios. Con serenidad en el volante, condiciones óptimas mecánicas del vehículo, y sin pronósticos de lluvia
- Segundo Mirador: a 1.070 m s. n. m.
- Cumbre: ya se han recorrido 11 km a 1.680 m s. n. m.) y un total desde la capital de 35 km. Al norte se ve el Departamento El Alto; al sur el Departamento Ancasti.

Categoría:Siete maravillas de Catamarca
La "Estancia El Sauco" (a 25 km de El Alto, y a 65 km de San Fernando del Valle de Catamarca posee visual de cascadas, pinares endémicos, mina abierta de fluorita, avifauna, participación en actividades propias de la ganadería; trekking; yacimientos arqueológicos. Se elaboran productos caseros

## Parroquias de la Iglesia católica en El Alto
| Diócesis  | Catamarca             |
| --------- | --------------------- |
| Parroquia | Inmaculada Concepción |